# Christina Zwirner
Christina Zwirner (* 10. Mai 1992) ist eine deutsche Leichtathletin.

## Karriere
Bei den Juniorenweltmeisterschaften 2010 wurde sie Siebte der 4-mal-400-Meter-Staffel. Bei den Junioreneuropameisterschaften 2011 schied sie im Halbfinale über 400 Meter aus, gewann jedoch die Bronzemedaille der 4-mal-400-Meter-Staffel.
Bei den Deutschen Meisterschaften 2013 wurde sie sechste über 800 Meter und gewann die 4-mal-400-Meter-Staffel für den TV Wattenscheid 01 zusammen mit Esther Cremer, Malena Richter und Maral Feizbakhsh.
2014 wurde sie Deutsche Vizemeisterin in der 4-mal-400-Meter-Staffel und der 3-mal-800-Meter-Staffel und belegte den achten Platz über 800 Meter.
2015 wurde sie Siebte über 800 Meter und Fünfte mit der 4-mal-400-Meter-Staffel.
Bei den Deutsche Hallenmeisterschaften 2016 wurde sie Zweite mit der 3-mal-800-Meter-Staffel. Bei den Deutschen Meisterschaften in diesem Jahr wurde sie wiederum Achte über 800 Meter und Siebte in der 4-mal-400-Meter-Staffel.
Achte wurde sie 2017 über 800 Meter und Fünfte der 3-mal-800-Meter-Staffel.
Seit 2018 tritt sie für den ASV Köln an, mit dem sie bei den Deutschen Meisterschaften in diesem Jahr Fünfte der 3-mal-800-Meter-Staffel wurde.
Bei den Deutschen Hallenmeisterschaften 2019 wurde sie Vizemeisterin der 3-mal-800-Meter-Staffel. Bei den Deutschen Meisterschaften dieses Jahres wurde sie Siebte über 800 Meter und Vierte in der 3-mal-800-Meter-Staffel.
2020 wurde sie Deutsche Hallenmeisterin in der 3-mal-800-Meter-Staffel.